# Echium
Echium is de botanische naam van een geslacht van planten uit de ruwbladigenfamilie (Boraginaceae). 
De naam Echium is afgeleid van het Oudgriekse woord ἔχις (echis) = adder of gifslang. Een andere verklaring is dat de plant zo genoemd wordt omdat de bloemkroon met de aan het einde gespleten stijl op de gespleten tong van een adder lijkt. Robert Dodoens schrijft in zijn Cruydeboeck dat de plant slangenhoofd heet vanwege de vorm van het zaad.
Het is een geslacht van enkele tientallen soorten. In Nederland en België komt één soort voor: slangenkruid (Echium vulgare).

## Soortenlijst
- Echium acanthocarpum Svent.
- Echium aculeatum Poir.
- Echium albicans Lag. & Rodr.
- Echium amoenum Fisch. & Mey.
- Echium angustifolium Lam.
- Echium arenarium Guss.
- Echium asperrimum Lam.
- Echium auberianum Webb & Berth.
- Echium bethencourtii Santos
- Echium boissieri Steudel
- Echium bonnetii Coincy
- Echium brevirame Sprague & Hutch.
- Echium callithyrsum Webb ex Bolle
- Echium candicans L.f.
- Echium creticum L.
- Echium decaisnei Webb
- Echium flavum Desf.
- Echium gaditanum Boiss.
- Echium gentianoides Webb ex Coincy
- Echium giganteum L.f.
- Echium handiense Svent.
- Echium humile Desf.
- Echium hypertropicum Webb
- Echium italicum L.
- Echium judaeum
- Echium lancerottense Lems & Holz.

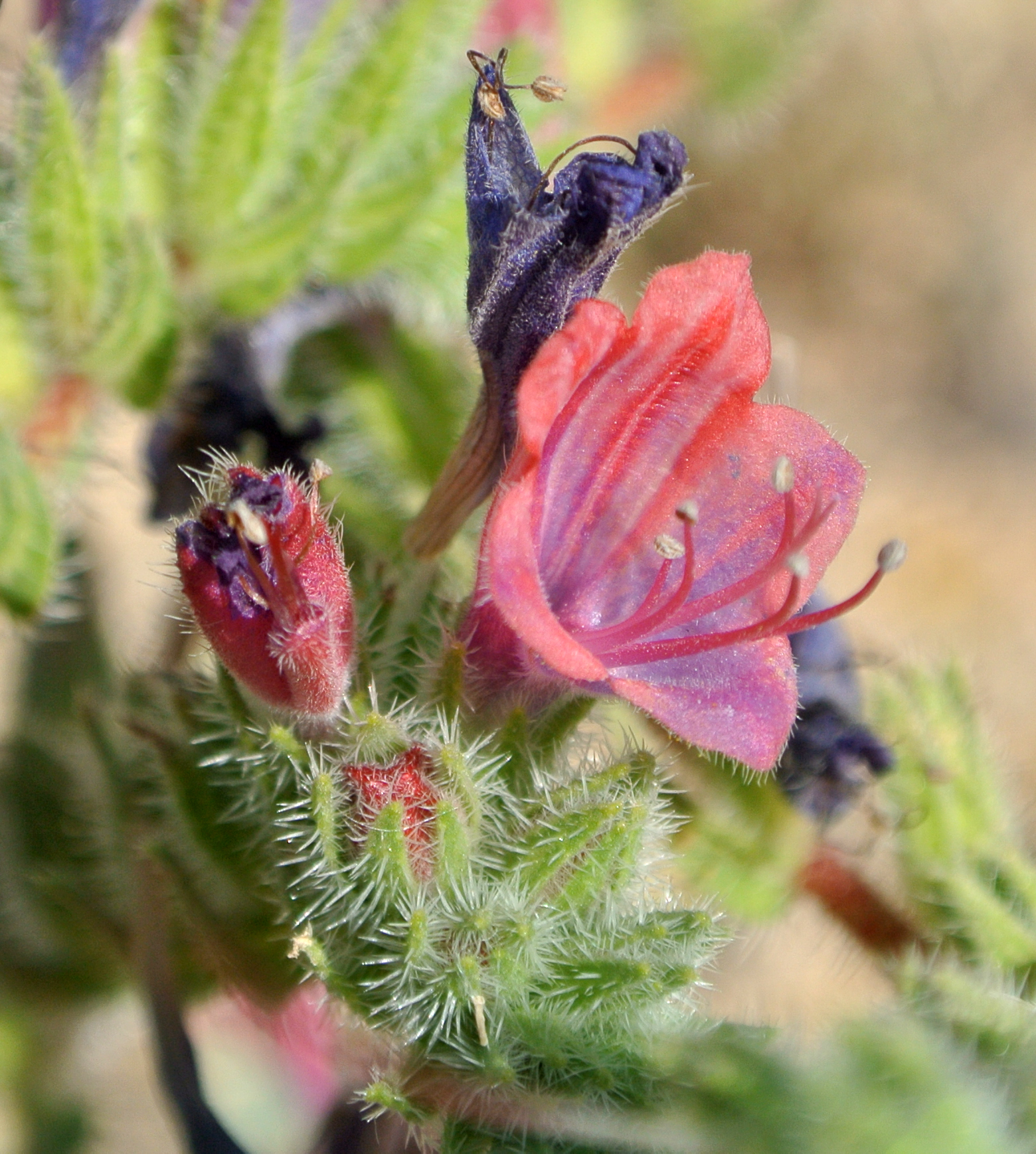
Echium judaeum

- Echium leucophaeum Webb ex Sprague et Hutch.
- Echium lusitanicum L.
- Echium marianum Boiss.
- Echium nervosum Dryand.
- Echium parviflorum Moench
- Echium pavonianum Boiss.
- Echium pininana Webb & Berth.
- Echium plantagineum L.
- Echium pustulatum Sibth. & Sm.
- Echium rosulatum Lange
- Echium russicum J.F.Gmel.
- Echium sabulicola Pomel
- Echium salmanticum Lag.
- Echium simplex DC.
- Echium strictum L.f.
- Echium sventenii Bramw.
- Echium tuberculatum Hoffmanns. & Link
- Echium virescens DC.
- Echium vulgare L. (Slangenkruid)
- Echium webbii Webb ex Coincy
- Echium wildpretii Pears. ex Hook.f.
  - Echium wildpretii subsp. wildpretii
  - Echium wildpretii subsp. trichosiphon (Svent.) Bramwell